# Anisolabis pacifica
Anisolabis pacifica är en tvestjärtart som först beskrevs av Wilhelm Ferdinand Erichson 1842.  Anisolabis pacifica ingår i släktet Anisolabis och familjen Carcinophoridae. Inga underarter finns listade i Catalogue of Life.